# Engel tegen Nederland
Engel tegen Nederland is een mijlpaalarrest van het Europees Hof voor de Rechten van de Mens van 8 juni 1976 met betrekking tot de toepassing van artikel 6 van het Europees Verdrag voor de Rechten van de Mens op administratieve procedures. Staten kwalificeerden een bepaalde procedure namelijk als administratief om de toepassing van artikel 6 te vermijden.
De eisers waren Nederlandse militairen die een aantal administratieve sancties kregen opgelegd.

## Juridische relevantie
Het Hof ontwikkelde de zogenaamde Engelcriteria. Door deze criteria toe te passen weet men of artikel 6 EVRM al dan niet van toepassing is op een bepaalde administratieve procedure. 
1. Interne kwalificatie: indien het volgens het nationaal recht gaat om een strafzaak, dan geldt artikel 6 zonder meer en moet niet naar de andere criteria worden gekeken.
2. Toepassingsbied van de wetsbepaling: geldt het toepassingsgebied van de wet op een bepaalde groep van mensen, dan zal sneller worden aangenomen dat het gaat om een disciplinaire sanctie en is artikel 6 niet van toepassing. Gaat het om een wetsbepaling met een algemene draagwijdte, dan zal sneller worden aangenomen dat het gaat om strafrecht en geldt artikel 6. Gaat het om een inbreuk op administratieve formaliteiten, dan geldt artikel 6 niet.
3. Aard en intensiteit van de straf: hoe hoger de straf (bij geldelijke sancties), hoe moeilijker het wordt om aan te nemen dat het gaat om een administratieve sanctie. Een strafrechtelijke sanctie beoogt leedtoevoeging en heeft dus een punitief karakter. Bij vrijheidsbeneming geldt artikel 6 steeds.